# Синдром Муїр-Торре
Синдром Муїр-Торре — рідкісний спадковий, синдром аутосомно-домінантного раку який вважається підтипом спадкового неполіпозного колоректального раку (HNPCC). Хворі схильні до розвитку ракових уражень товстої кишки, сечостатевих шляхів та новоутворень шкіри, таких як кератоакантоми та пухлини сальних залоз. Уражені гени — MLH1, PMS2, MSH2, MSH6, що беруть участь у репарації помилково спарених нуклеотидів.

## Симптоми
Синдром Муїр-Торре характеризується двома симптомами:
1. Принаймні одна пухлина сальної залози (аденома, епітеліома, карцинома)
2. Мінімум одна внутрішня злоякісна пухлина

Амстердамські критерії часто використовуються для діагностики синдрому Лінча та синдрому Муїр-Торре. До них належать такі ознаки:
- троє або більше родичів з HNPCC-асоційованим раком (наприклад: колоректальним раком, раком ендометрію, раком тонкої кишки, раком сечоводу, раком ниркової миски)
- два або більше послідовних покоління, уражених раком
- одна або більше особа, хвора на рак, є родичами першого ступеня інших двох, з, принаймні, одним випадком колоректального раку молодше 50 років, діагноз сімейного аденоматозного поліпозу виключений, пухлини верифіковані гістологічним дослідженням

Синдром Муїр-Торре — генетична хвороба. Мутації в MLH1 та MSH2 пов'язані з цим захворюванням. Ці гени кодують білки, що беруть участь у репарації помилково спарених нуклеотидів, їх мутації підвищують ризик розвитку пухлин.
Багато пацієнтів, які мають новоутворення сальних залоз з мутаціями в MSH2 та MLH1, насправді не мають синдрому Муїра-Торре.
Шкала ризику Майо була розроблена для поліпшення позитивного прогностичного значення імуногістохімії та для зниження частоти помилково позитивних діагнозів. За шкалою ризику Майо бали присвоюються на основі декількох характеристик. Оцінка 2 або більше вказує високий позитивний прогноз синдрому Муїра-Торре. Оцінка 0-1 вказує на менший ризик.
- Вік виникнення першої сальної пухлини: <60 років = 1 бал, інакше 0 балів
- Загальна кількість новоутворень сальних залоз: 1 = 0 балів, >2 = 2 бали.
- Особистий онкологічний анамнез, пов'язаний з синдромом Лінча: Ні = 0 балів, Так = 1 бал
- Сімейний онкологічний анамнез, пов'язаний з синдромом Лінча: Ні = 0 балів, Так = 1 бал

Найпоширенішими внутрішніми злоякісними новоутвореннями, пов'язаними з синдромом Муїр-Торре, є: колоректальний рак (56 %), сечостатевий рак (22 %), рак тонкого кишечника (4 %) та рак молочної залози (4 %). Повідомлялося про низку інших внутрішніх злоякісних новоутворень.

## Етіологія

### Генетичне перекриття з синдромом Туркота
Було проведено декільки досліджень на пацієнтах із синдромом Муїр-Торре та синдромом Туркота. Вважається, що вони можуть мати певне генетичне перекриття. В обох випадках були пов'язані дефекти генів MLH1 та MSH2.
В одному дослідженні у пацієнта з дефектними генами репарації MSH2 та MSH6 виявлено обидва синдроми. Це перший випадок, коли у пацієнта зі змінами генотипу, що відповідають HNPCC, було належним чином діагностовано перекриття обох синдромів. Поряд з новоутвореннями сальних залоз, у цього пацієнта розвинулися новоутворення головного мозку, характерні для синдрому Туркота.

## Діагностика
Для діагностики синдрому Муїр-Торре використовують імуногістохімічний метод. Новоутворення сальних залоз зустрічаються нечасто, а імуногістохімія є надійною і легкодоступною, тому дослідники рекомендують її використання. Рутинне імуногістохімічне виявлення білків репарації помилково спарених нуклеотидів допомагає виявити спадковий дефіцит цієї системи.

## Лікування
Лікування синдрому Муїр-Торре зазвичай проводитьсяізотретиноїном перорально. Виявлено, що цей препарат запобігає розвитку пухлини.

## Профілактика
Пацієнти з синдромом Муїр-Торре повинні проходити такий же ретельний скринінг на колоректальну карциному та інші злоякісні захворювання, що й пацієнти з синдромом Лінча. Скринінг складається з частих та ранніх колоноскопій, мамографій, дерматологічної оцінки та візуалізації органів живота й таза.

## Епідеміологія
Синдром Муїр-Торре зустрічався у 14 з 50 сімей (28 %) та у 14 із 152 осіб (9,2 %) із синдромом Лінча, також відомим як HNPCC.
Два основні білка репарації помилково спарених нуклеотидів — hMLH1 та hMSH2. Приблизно 70 % пухлин, асоційованих з синдромом Муїр-Торре, мають мікросателітну нестабільність. Хоча спадкове порушення синтезу hMLH1 та hMSH2 зустрічаються рівномірно у HNPCC, порушення синтезу hMSH2 спостерігається у більш ніж 90 % пацієнтів з синдромом Муїр-Торре.
Рак шлунково-кишкового тракту та сечостатевих шляхів — найпоширеніші внутрішні злоякісні новоутворення. Колоректальний рак є найпоширенішим вісцеральним новоутворенням у хворих на синдром Муїр-Торре.

## Епонім
Синдром названий іменами Е. Г. Муїр та Д.Торре. Британський лікар Муїр відмітив пацієнта з багатьма кератоакантомами, у якого розвинулось декілька внутрішніх злоякісних новоутворень у молодому віці. Торре представив його висновки на засіданні Нью-Йоркського дерматологічного товариства.
З 1980-х років професор Медичної школи Крейтонського університету Генрі Лінч виокремив хворих на синдром Муїр-Торре в сім'ях з синдромом Лінча.